# 野坂龍

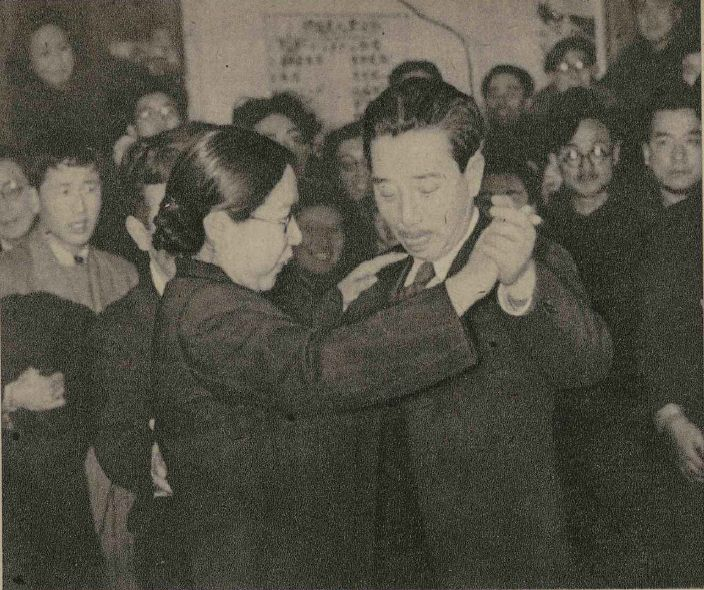
野坂参三・龍夫妻

野坂 龍（のさか りょう、1896年（明治29年）9月28日 - 1971年（昭和46年）8月10日）は、日本の社会運動家。夫は日本共産党議長を務めた野坂参三。

## 経歴
兵庫県出身。神戸の材木問屋に生まれ旧姓は葛野。
東京女子高等師範学校（現：お茶の水女子大学）卒業。1919年、幼なじみの野坂参三と結婚。日本労働総同盟（総同盟）婦人部で活動し、1923年に日本共産党に入党。産業労働調査所で実務を担当。
1928年、三・一五事件で逮捕・起訴。
1931年、参三とともにソビエト連邦に渡り、モスクワ放送局に勤務。東方勤労者共産大学に在籍。
1947年1月16日帰国。のち党中央委員・婦人部長となった。1947年の第23回衆議院議員総選挙において兵庫1区から共産党公認で立候補したが落選した。1950年6月6日、連合国軍最高司令官総司令部により公職追放。1955年10月29日、婦人民主クラブ第68回中央委員会において、党の「五〇年問題」で自己批判。1960年3月8日、国際婦人デー50周年記念中央集会で、市川房枝・山川菊栄とともに運動史を語った。

## 家族
- 父・葛野作次郎（1862年生） ‐神戸の海運、材木商。 宮下惣左衛門の次男として生まれ、葛野家の養子となる[8]。生家の宮下家は江戸時代以来の質屋「林家」であり、幕末以降は年寄役、戸長、米穀仲買商を営んだ[9]。作次郎は明治中頃より義兄の宮下治之介と海運業を始め、1917年には治之介らと神戸で盛航合資会社を設立し代表となり、その後材木業に転じた[10][9]。
- 夫・野坂参三
- 姉・つる（1885年生） ‐ 作次郎の長女。入婿の葛野友槌は野坂参三の実兄で、材木商、神戸モロゾフ製菓創業者。長男の葛野友太郎はモロゾフの社長。
- 姉・信（1892年生） ‐ 作次郎の三女（四女とも）。内務官僚の次田大三郎の妻[11]。病気により早世。